# آندرئا فاچینی
آندرئا فاچینی (ایتالیایی: Andrea Faccini؛ زادهٔ ۲۳ اوت ۱۹۶۶) دوچرخه‌سوار اهل ایتالیا است.